# Toshikazu Nagae
Toshikazu Nagae (長江 俊和, Nagae Toshikazu) né le 11 février 1966 est un réalisateur et scénariste japonais.

## Filmographie sélective
- 2002 : Ghost System (ゴーストシステム, Gōsuto shisutemu?)
- 2010 : Paranormal Activity: Tokyo Night (パラノーマル・アクティビティ 第2章 TOKYO NIGHT, Paranōmaru akutibiti dai ni shō: Tōkyō naito?)